# Ylem
Cet article concerne le concept philosophique et cosmologique. Pour l'œuvre de Karlheinz Stockhausen, voir Ylem (Stockhausen).
Ylem est le terme utilisé par le physicien d'origine russe George Gamow désignant la « soupe primordiale » que constituait selon lui le contenu de l'Univers au moment de l'élaboration des éléments chimiques à une époque reculée, reprenant ainsi l'idée de Georges Lemaître.   
Ces considérations préludent à l’actuelle théorie décrivant la genèse de l’univers, le Big Bang. 